# Разноцветный полоз
Разноцветный полоз (лат. Hemorrhois ravergieri) — вид змей из семейства ужеобразных.

## Описание
Змея, достигающая 1.2 м в длину, от половины до четверти тела занимает хвост. Шейный перехват выражен хорошо. Морда спереди тупо закруглённая. Глаза касаются два верхнегубных щитка. Зрачок округлый. Спинные чешуи слабо ребристые, с двумя апикальными порами. Поперёк середины тела насчитывается, как правило, 21 продольный ряд чешуй. Рёбрышки по бокам 189—223 брюшных щитков формируют два продольных ребра. Подхвостовых щитков 70—99 пар.
Рисунок спины сходен с таковым у свинцового полоза. Спина разноцветного полоза серовато-бурая, по ней проходят ряды коричневатых или чёрных разной степени вытянутости ромбовидных и поперечных косых пятен-полосок (общее количество которых превышает 60), местами сливающихся в зигзагообразную полосу и продолжающиеся на хвост сплошными продольными полосами. Пятна в 1—2 боковых рядах с каждой стороны тела имеют меньшие размеры, чем спинные. Сверху головы располагаются 3—6 пар небольших тёмных пятен в светлой окантовке, образуя иногда правильный (симметричный) рисунок. В шейной области сверху — вытянуто-каплевидное пятно. Сбоку головы от глаза к углу рта проходит тёмно-коричневая или черноватая косая полоса, аналогичная полоска располагается под глазом. Брюхо желтовато-розоватое, часто с тёмными пятнышками.

## Распространение
Эта змея встречается от Малой Азии до Северо-Западного Китая. В связи с объединением до недавнего времени со сходным по облику свинцовым полозом распространение вида в Закавказье, Средней Азии (Туркменистане, Узбекистане, Таджикистане) и Казахстане изучено недостаточно.

## Образ жизни
Разноцветный полоз обитает на скалистых выходах и каменистых склонах горных ущелий среди ксерофитных кустарников на высоте до 2300 м над уровнем моря. С успехом обживает и антропогенные биотопы. Прячется под камнями, среди скальных расщелин и в норах различных животных (черепах, грызунов и птиц, устраивающих гнёзда в норах на обрывистых берегах рек). Активный сезон длится с февраля (в Туркменистане) или позже до ноября — декабря. Откладка 5—18 яиц размером 17—24×30—45 мм происходит в июне — июле, вылупление сеголеток — в сентябре. В питании преобладают ящерицы, мелкие грызуны, птицы и их птенцы. Защитные реакции сходны с таковыми у свинцового полоза, а слюна также может быть токсичной и вызывать местные отравления.